# Одинець Юрій Васильович
Ю́рій Васи́льович Одине́ць (нар. 15 березня 1939, Плішивець) — лікар-педіатр, доктор медичних наук (1985), професор (1986).

## Життєпис
Науковець народився 15 березня 1939 року у селі Плішивець Гадяцького, нині Миргородського  району Полтавської області. З відзнакою закінчив Полтавське медичне училище. У 1957—1963 роках навчався на педіатричному факультеті Харківського медичного інституту (ХМІ), який теж закінчив з відзнакою. У 1963—1964 роках працював лікарем-педіатром у Полонській районній лікарні, після цього був головним лікарем Полонського будинку дитини.
У 1965 році він вступає до аспірантури в ХМІ. Становлення Юрія Васильовича як вченого та лікаря-клініциста відбувалося під керівництвом член-кореспондента АН України, професора, доктора медичних наук В. О. Білоусова, який довгі роки очолював кафедру госпітальної педіатрії ХМІ. У 1969 році Ю. В. Одинець захистив кандидатську дисертацію на тему «Иммунологические процессы и некоторые гуморальные показатели крови при неспецифических пневмониях у  детей», у 1984 році — докторську дисертацію «Клинико-патогенетическая характеристика нарушений гемодинамики и их терапия при неотложных состояниях, обусловленных острыми бронхолегочными заболеваниями у детей раннего возраста». Доктор медичних наук (1984), професор (1987). З 1996 по 2015 очолював кафедру педіатрії № 2 Харківського національного медичного університету, від 2016 — професор кафедри педіатрії № 2.

## Наукова діяльність
Основні напрямки досліджень — невідкладна педіатрія, пульмонологія, клінічна імунологія, нефрологія й методологія вищої школи. У його численних наукових працях відображені досвід діагностики, лікування й профілактики невідкладних станів при ускладнених формах пневмоній у дітей, отруєннях, удосконалені питання серцево-судинної, ниркової недостатності та недостатності надниркових залоз, висвітлені роль і місце гемосорбції, лікувального плазмаферезу, цитаферезу та інших еферентних методів у лікуванні тяжких форм захворювань у дітей. Висловлені сучасні погляди на імунні й неімунні механізми розвитку гломерулонефриту. Упроваджені в схеми лікування імуноконфліктних та автоімунних захворювань у дітей, пульс-терапія глюкокортикостероїдами й цитостатиками, синхронізація пульс-терапії й лікувального плазмаферезу.
З 1973 року відповідав на кафедрі за лікувальну роботу, був куратором із педіатрії в багатьох районах Харківської області. Ініціатор впровадження нових методів діагностики й лікування в педіатрії.
Юрій Васильович є одним із фундаторів обласних, міських і  міжрайонних дитячих відділень реанімації й інтенсивної терапії в м. Харкові та Харківській області. З 1971 по 1977 рік виконував обов'язки позаштатного спеціаліста облздороввідділу з невідкладної допомоги дітям. Організував дитяче відділення гравітаційної хірургії крові та штучної нирки для дітей на базі міської дитячої клінічної лікарні № 16 м. Харкова, є одним з ініціаторів впровадження прогресивних методів лікування за протоколами BFM гострих лейкозів у дітей.
З 1984 року науковець був загальноінститутським керівником інтернатури, займався інтеграцією різних форм навчання, працював над опануванням інтернами практичними навичками, підвищенню кваліфікації по інтернатурі, публікації збірників.
Ю. В. Одинець упродовж 10 років (з 1997 р.) був головним редактором журналу «Врачебная практика», є членом редакційної ради журналів «Експериментальна та клінічна медицина», «Медицина сьогодні та завтра», «Нирки», «Здоров'я дитини», членом двох спеціалізованих вчених рад із захисту дисертацій.
Професор має понад 550 публікацій (з них 5 монографій, 3 підручники, 26 патентів та авторських свідоцтв). Під його керівництвом захищено понад 20 кандидатських і магістерських робіт.

## Нагороди та звання
Праця вченого була відзначена багатьма нагородами, серед яких:
- значок «Отличнику здравоохранения»
- почесні грамоти Міністерства охорони здоров'я України
- лист-подяка Комітету з охорони здоров'я Верховної Ради України (2013)
- «Заслужений лікар України» (2007)
- Лауреат обласної премії імені І. І. Мечникова.[2]